# Атанкур (Сома)
Атанкур (фр. Hattencourt) насеље је и општина у североисточној Француској у региону Пикардија, у департману Сома која припада префектури Мондидје.
По подацима из 2011. године у општини је живело 260 становника, а густина насељености је износила 72,02 становника/km². Општина се простире на површини од 3,61 km². Налази се на средњој надморској висини од 86 метара (максималној 92 m, а минималној 78 m).

## Демографија
| 1962. | 1968. | 1975. | 1982. | 1990. | 1999. | 2011. |
| ----- | ----- | ----- | ----- | ----- | ----- | ----- |
| 199   | 263   | 241   | 242   | 224   | 237   | 260   |

График промене броја становника у току последњих година